# Arturo Sosa
Arturo Marcelino Sosa Abascal (* 12. listopadu 1948 Caracas) je venezuelský jezuita, od 14. října 2016 generální představený Tovaryšstva Ježíšova.
Sosa vystudoval filozofii na Katolické univerzitě Andrése Belly a doktorské studium politologie na Venezuelské centrální univerzitě. Kromě španělštiny hovoří anglicky, italsky a trochu francouzsky.
Arturo Sosa byl vysvěcen na kněze v roce 1977, jedenáct let po vstupu do jezuitského řádu. Předtím, než byl zvolen nástupcem generálního představeného Adolfa Nicoláse, byl v letech 1996 až 2004 odpovědný za koordinaci venezuelského sociálního apoštolátu. Zastával univerzitní učitelské funkce na několika venezuelských univerzitách a publikoval několik studií o politice a historii své země. V roce 2014 byl požádán, aby se přestěhoval do Říma a byl pověřen správou řádových domů a meziprovinciální koordinací činnosti řádu.
V roce 2017 vzbudil celosvětovou pozornost svými slovy o možné nepřesnosti Evangelií citujících slova Pána Ježíše Krista a že Satan je pouze symbolická postava, která ve skutečnosti neexistuje.